# Athlītikos Syllogos Rodos
L'Athlītikos Syllogos Rodos (in greco: Αθλητικός Σύλλογος Ρόδος) è una società calcistica greca con sede nella città di Rodi. Milita in Gamma Ethniki, la terza divisione del campionato greco di calcio.

## Storia
Fondata nel 1968 nella città di Rodi, i suoi colori sono il giallo ed il verde e come stemma ha un cervo.
Ha vinto la Beta Ethniki in due occasioni, nelle stagioni 1977-1978 e 1980-1981.

## Stadio
La squadra gioca le partite casalinghe presso lo Stadion Diagoras, che ha una capienza di 3 693 posti. Lo stadio è condiviso anche con l'altra squadra della città, il Diagoras.

## Palmarès

### Competizioni nazionali
- Campionato di Beta Ethniki: 2

1977-1978; 1980-1981
- Campionato di Gamma Ethniki: 1

2019-2020

### Competizioni interregionali
- Campionato di Delta Ethniki: 3

1988-1989; 1990-1991 e 2002-2003